# Morpho leontius
Morpho leontius är en fjärilsart som beskrevs av Felder 1867. Morpho leontius ingår i släktet Morpho och familjen praktfjärilar. Inga underarter finns listade i Catalogue of Life.